# Radiszló
A Radiszló a szláv Radislav név magyar alakja, jelentése: öröm + dicsőség.

## Rokon nevek
- Radó:[1] A magyarban a Rad- kezdetű, szláv eredetű nevek beceneve, de a Rado a szláv nyelvekben és a németben is létezik a Rad- kezdetű nevek rövidüléseként.[2]
- Rados:[1] A Rad- kezdetű, szláv eredetű nevek beceneve.[2]
- Radován:[1] A Rado- kezdetű szláv nevek szláv becenevéből ered.[2]
- Radvány:[1] régi magyar személynév, a Radován alakváltozata.[2]

## Gyakorisága
Az 1990-es években a Radiszló, Radó, Rados, Radován, Radvány szórványos nevek, a 2000-es években nem szerepelnek a 100 leggyakoribb férfinév között.

## Névnapok
Radiszló, Radó
- április 17.[2]

Rados, Radován, Radvány
- november 7.

## Híres Radiszlók, Radók, Radosok, Radovánok, Radványok
- Radó, nádor (1057 körül)
- Radvány, nádor (1067 körül)
- Kövesligethy Radó (1862–1934) csillagász, geofizikus